# Mathoura
Mathoura is een plaats in de Australische deelstaat New South Wales en telt 643 inwoners (2001).